# روبن نوس
روبن دیگو داسیلوا نِوِس (پرتغالی: Rúben Diogo da Silva Neves؛ زادهٔ ۱۳ مارس ۱۹۹۷) بازیکن فوتبال اهل پرتغال است که برای باشگاه الهلال بازی می‌کند.
روبن نوس جوان‌ترین گلزن تاریخ باشگاه پورتو و همچنین جوان‌ترین کاپیتان تاریخ لیگ قهرمانان با تیم پورتو با ١٧ سال و ۲۲۳ روز است. نوس بعد از درخشش در تیم پورتو با وجود پیشنهاد از تیم‌های بزرگ اروپایی به ولورهمپتون پیوست که درخشش او باعث صعود این باشگاه به لیگ برتر شد. او در تابستان ۲۰۲۳ با قیمت ۵۵ میلیون یورو به باشگاه فوتبال الهلال پیوست.

## آمار ملی

### بازی‌های ملی
تا تاریخ ۱۶ نوامبر ۲۰۲۳
| پرتغال | پرتغال | پرتغال | پرتغال |
| سال    | بازی   | گل     | پاس گل |
| ------ | ------ | ------ | ------ |
| ۲۰۱۵   | ۲      | ۰      | ۰      |
| ۲۰۱۷   | ۲      | ۰      | ۰      |
| ۲۰۱۸   | ۵      | ۰      | ۰      |
| ۲۰۱۹   | ۷      | ۰      | ۰      |
| ۲۰۲۰   | ۲      | ۰      | ۰      |
| ۲۰۲۱   | ۸      | ۰      | ۱      |
| ۲۰۲۲   | ۱۱     | ۰      | ۰      |
| ۲۰۲۳   | ۸      | ۰      | ۳      |
| مجموع  | ۴۵     | ۰      | ۴      |